# Stef Wils
Stef Wils (Turnhout, 2 augustus 1982) is een Belgisch voetbalcoach en voormalig voetballer die als middenvelder of verdediger speelde.

## Spelerscarrière
Wils begon op jonge leeftijd te voetballen bij de club uit zijn buurt KVV Vosselaar. Via KFC Tielen kwam hij als tiener bij de jeugdopleiding van K. Lierse SK terecht. Daar maakte hij op 8 september 2001 zijn officiële debuut voor het eerste elftal van de club: op de vierde competitiespeeldag dropte trainer Regi Van Acker hem tegen RAA Louviéroise in de basis.
Na vijf seizoenen bij de eerste ploeg van Lierse maakte Wils in 2006 de overstap naar streekgenoot KVC Westerlo. Tijdens de winterstop van het seizoen 2008/09 versierde de ondertussen 26-jarige speler een contract bij KAA Gent. Na tweeënhalf seizoen bij Gent maakte hij in augustus 2011 terug de overstap naar KVC Westerlo.
Na de degradatie van Westerlo in 2012 vond Wils onderdak bij Cercle Brugge, dat hem een driejarig contract bood. Wils liep in januari 2015 een kruisbandletsel op dat hem voor de rest van het seizoen aan de kant hield. Een paar maanden later zag hij zijn werkgever naar Tweede klasse degraderen. Wils zette daarop zijn carrière verder bij de Hongaarse eersteklasser Szombathelyi Haladás, die ook zijn broer Thomas vastlegde.
Na afloop van zijn contract bij Haladás keerde Wils terug naar België, waar hij een tweejarig contract ondertekende bij K. Lyra-Lierse. Na één seizoen bij Lyra-Lierse hing Wils zijn voetbalschoenen aan de haak.

## Trainerscarrière
Na zijn spelersafscheid kon Wils meteen aan de slag bij de jeugdopleiding van R. Antwerp FC, waar hij aanvankelijk de link vormde tussen de U18 en de U21. Na twee seizoenen als visiecoördinator werd hij in 2022 assistent van Gill Swerts bij Young Reds, het beloftenelftal van de club dat in het seizoen 2022/23 instroomde in Eerste nationale. Een jaar later stroomde hij door naar het eerste elftal, waar hij assistent werd van Mark van Bommel. Na diens vertrek diende Wils ook nog onder Jonas De Roeck en Andries Ulderink.
Na het vertrek van Ulderink kreg Wils in juni 2025 zijn kans als hoofdtrainer van Antwerp.